# Some Kind of Monster (film)
|  | For EP'en af samme navn, se Some Kind of Monster (ep) |
Some kind of monster er en dokumentarfilm fra 2004, der handler om indspilningen af heavy metal-bandet Metallicas album St. Anger fra 2003. Filmen viser bandets interne stridigheder, og hvorfor bandet var tæt på at opløses. Perioden filmen udspiller sig i, har Lars Ulrich senere betegnet som bandets midtvejskrise.